# Hornsrev

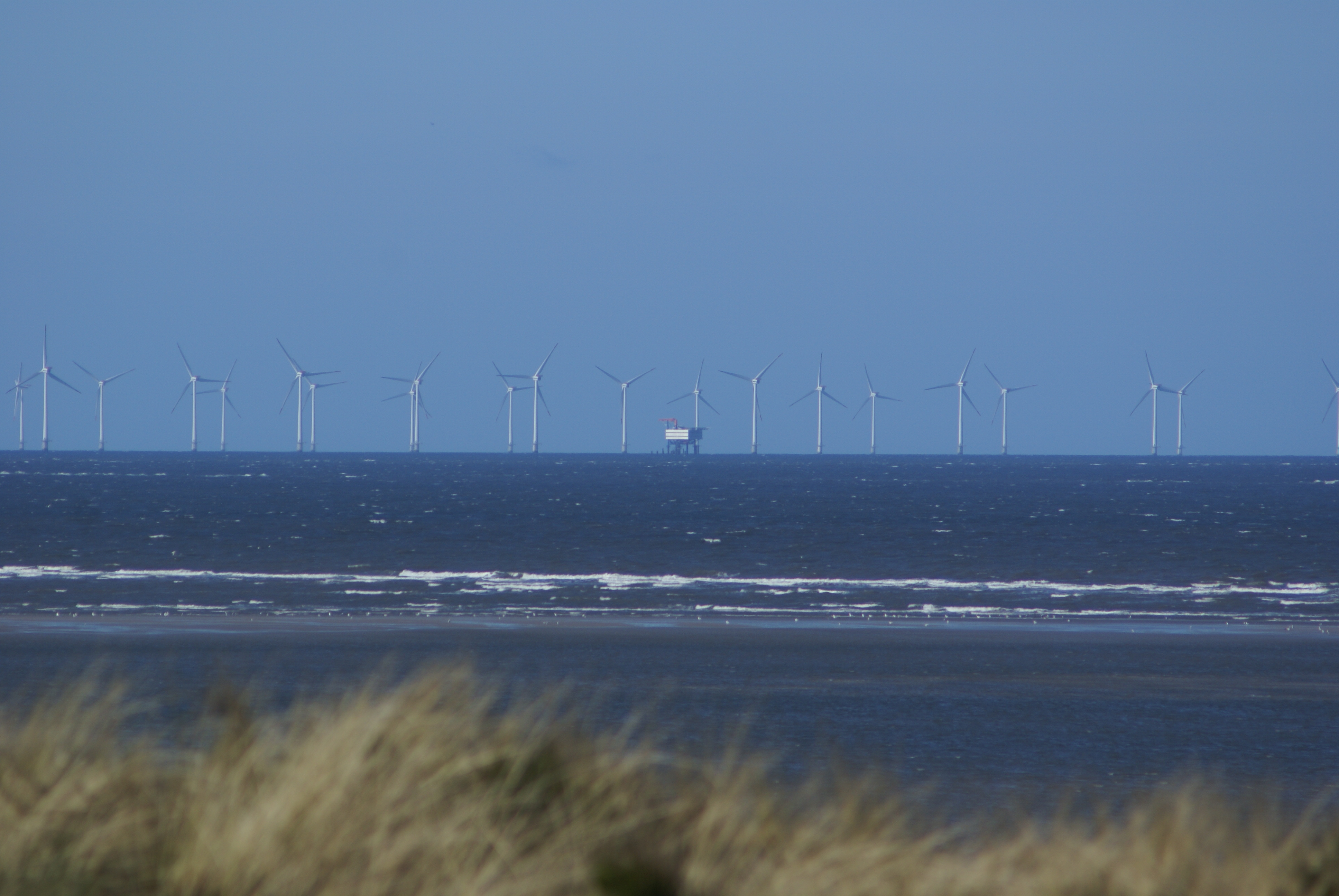
Vindkraftverk på Hornsrev.

Hornsrev är ett grunt område i östra Nordsjön, omkring 15 kilometer utanför Danmarks västkust, nära orten Blåvand. 
Sedan 2002 har en av världens största vindkraftverksparker till havs funnits vid Hornsrev. Denna består av åttio 2 MW-turbiner. År 2004 var man tvungna att montera ner turbinerna och reparera dem, på grund av ett kopplingsfel och för att de inledningsvis inte klarade av förhållandena på platsen. Vindparken togs åter i bruk i november 2004.
Den 17 september 2009 invigdes vindkraftsparken Hornsrev-2, då världens största, med 91 vindkraftverk från Siemens Gamesa med en effekt på 2,3 MW vardera, av kronprins Frederik och den 22 augusti 2019 invigde Vattenfall Hornsrev-3 med 49 vindkraftverk från Vestas med en effekt på 8,3 MW vardera.